# Teresa López Bustamante
Teresa López Bustamante (née en 1888 et décédée en 1942) est une journaliste vénézuélienne, fondatrice du journal catholique vénézuélien La Columna (La Colonne).

## Biographie
Teresa López Bustamante est née à Maracaibo, au Venezuela, le 24 octobre 1888. Son père était le journaliste et éditeur Eduardo López Rivas, propriétaire du journal vénézuélien Diario El Fonógrafo (Le Phonographe) et de la maison d'édition Imprenta Americana. Sa mère était issue d´une famille des intellectuels, descendant du Général Rafael Urdaneta.
Elle a commencé à travailler à la maison d'édition de la famille pendant son adolescence. Teresa et ses frères, Carlos López Bustamante et Eduardo López Bustamante, ont été formés en tant que journalistes dans le cadre des principes de leur père. Quand ce dernier est mort en 1913, elle et ses frères ont pris en charge le journal El Fonógrafo et la maison d'édition Imprenta Americana. Selon l'écrivain Alfredo Tarre Murzi ils sont devenus une véritable dynastie d'écrivains.
À cause de son appui aux Alliés pendant la Première Guerre mondiale, en 1917 le dictateur Juan Vicente Gómez, président du Venezuela, a fermé définitivement le journal El Fonógrafo et la maison d'édition. Les frères Carlos et Eduardo López Bustamante ont été emprisonnés et le gouvernement a commencé à isoler Teresa. On lui a interdit de quitter la ville de Maracaibo et d´écrire dans tout autre journal,
Elle a commencé à travailler comme professeur dans les écoles de Maracaibo et a fondé plusieurs organisations caritatives dans l'État de Zulia au Venezuela. En 1924, elle a fondé le journal de l'archidiocèse catholique romain de Maracaibo, El Bien del pueblo (Le Bien du peuple), qui très vite est devenu le journal La Columna (La Colonne). La columna fut l'un des journaux les plus importants de l'État de Zulia au cours du vingtième siècle.
Elle est morte à Maracaibo, en 1942.